# Jüdisches Realgymnasium Kaunas
Das Jüdische Realgymnasium Kaunas war von 1915 bis 1940 ein jüdisches Realgymnasium in Kaunas (Litauen). Es war vor dem Staatstheater Kaunas eine der größten Schulen der provisorischen Hauptstadt. Im Gebäude befindet sich jetzt das Juozas-Naujalis-Musikgymnasium.

## Geschichte

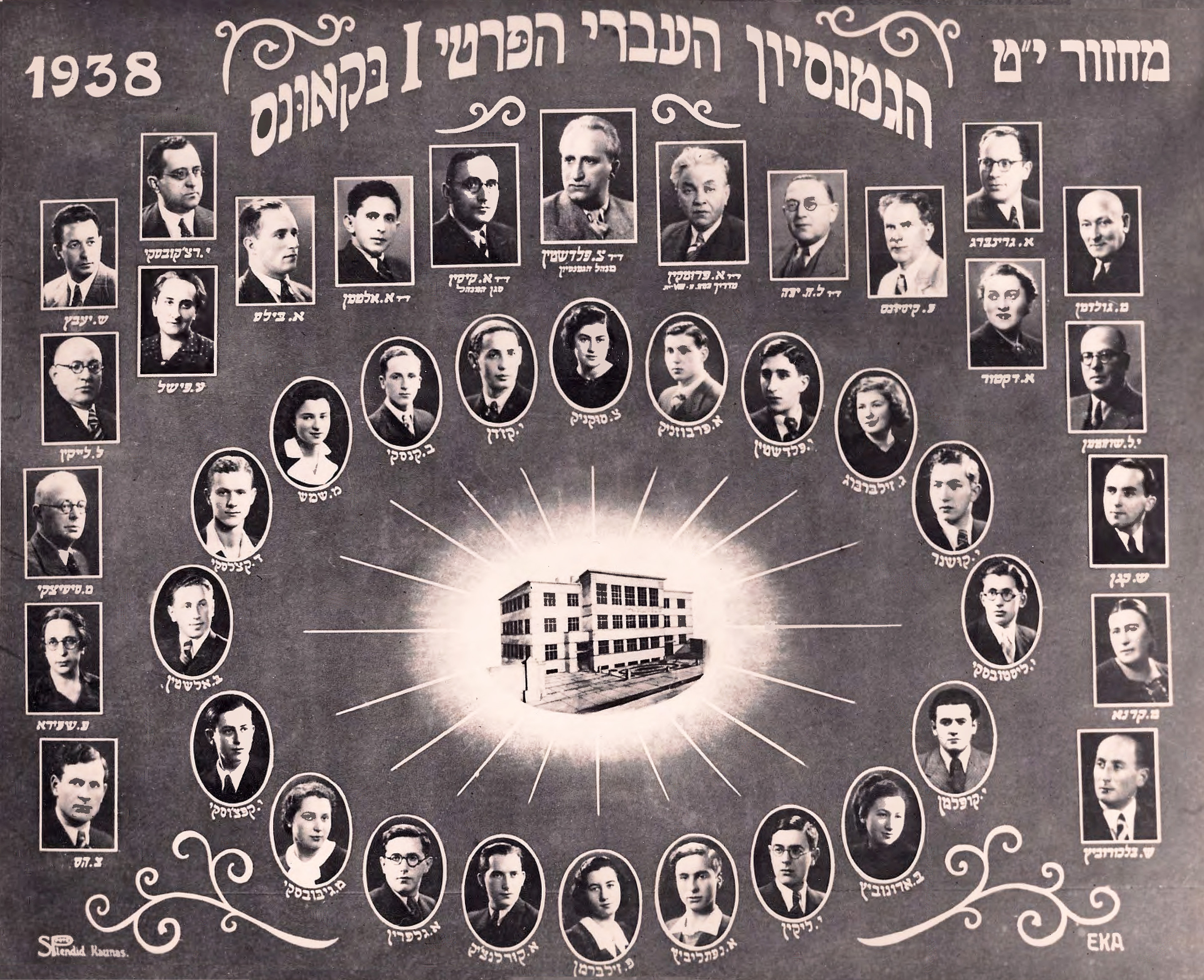
Klasse 1938

Edward Azriel Chase unterstützte den Bau der neuen Schule 1930. Projektautor war Baruch Kling. 1931 wurde die Schule eröffnet.

## Direktoren
- 1915–1919: Joseph Carlebach (1883–1942), Rabbiner und Schriftsteller
- 1919–1921: Nachman Schlesinger
- 1921–1922: Shalom Yona Tscherna
- 1922–1940: Zemach Feldstein

## Lehrer
- Natan Grinblat (1886–1956), Journalist
- Jacob Messenblum, Maler
- Antanas Tamošaitis (1894–1940), Politiker
- Chaim Nachman Schapiro, Literaturwissenschaftler

## Schüler
- Jelin Chaim (1912–1944), Autor